# La Dame de Windsor
Pour plus de détails, voir Fiche technique et Distribution.
La Dame de Windsor ou Sa Majesté Dame Brown au Québec (Mrs Brown) est un film anglo-américano-irlandais réalisé par John Madden et sorti en 1997. Il relate l'amitié naissante, historiquement avérée, entre la reine Victoria et son palefrenier écossais John Brown.

## Synopsis

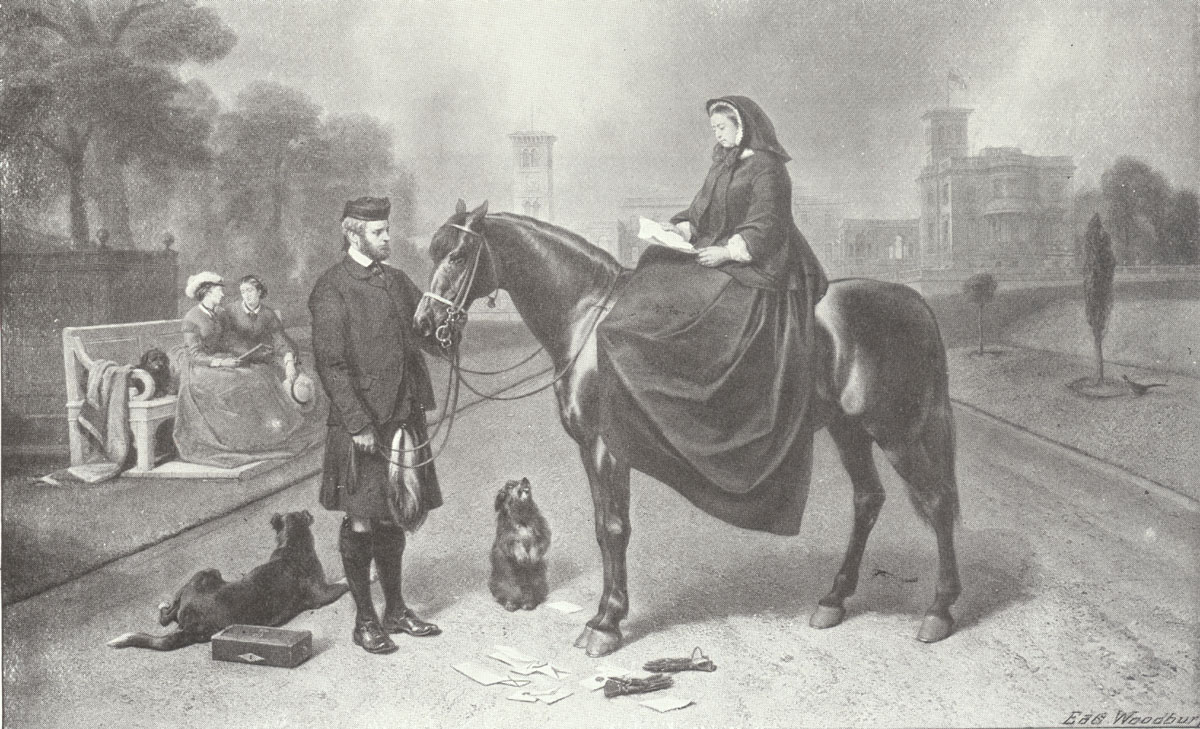
La reine Victoria et John Brown

Profondément affectée depuis la mort en 1861 de son mari, le prince consort Albert, la reine Victoria porte le deuil, évite les apparitions publiques et se désintéresse de la vie politique. Son secrétaire particulier, son médecin et ses dames de compagnie la ménagent mais ne parviennent pas à la tirer de son isolement. Le secrétaire fait venir au château de Windsor un palefrenier de feu le prince, dont le dévouement vis-à-vis de ce dernier est connu de la reine. Très vite, le franc-parler et la rudesse de John Brown plaisent à Victoria, peu habituée à ces entorses au protocole. De son côté, le serviteur est sensible à l'amitié que lui témoigne la souveraine. Ils font ensemble de longues promenades à cheval sur le domaine de Balmoral, où la Cour a déménagé. Peu à peu, Brown s'investit au-delà de sa charge et veille personnellement à la sécurité de la reine. L'influence qu'il a sur elle fait naître la rumeur, au point qu'on la surnomme « Mrs. Brown ».

## Fiche technique
- Titre français : La Dame de Windsor
- Titre original : Mrs Brown, également distribué sous le titre Her Majesty, Mrs Brown
- Réalisation : John Madden
- Scénario : Jeremy Brock, d'après une idée originale de George Rosie
- Photographie : Richard Greatrex
- Montage : Robin Sales
- Musique : Stephen Warbeck
- Décors : Martin Childs et Charlotte Watts
- Costumes : Deirdre Clancy
- Productrice : Sarah Curtis
- Sociétés de production : Ecosse Films, BBC Scotland, Irish Screen et WGBH
- Distribution : Miramax (États-Unis), Les Acacias (France)
- Pays de production :  Royaume-Uni,  Irlande,  États-Unis
- Genre : drame biographique, historique et romance
- Durée : 101 minutes
- Dates de sortie :
  - États-Unis : 18 juillet 1997
  - France : 25 mars 1998

## Distribution
- Judi Dench (V.Q. : Élizabeth Lesieur) : la reine Victoria
- Billy Connolly (V.Q. : Vincent Davy) : John Brown
- Geoffrey Palmer (V.Q. : Claude Préfontaine) : Henry Ponsonby
- Antony Sher (V.Q. : Jean-Marie Moncelet) : Benjamin Disraeli
- Gerard Butler (V.Q. : Pierre Auger) : Archie Brown
- Richard Pasco (V.Q. : Ronald France) : le docteur Jenner
- David Westhead (V.Q. : Luis de Cespedes) : le prince de Galles
- Bridget McConnel : Lady Ely
- Georgie Glen : Lady Churchill
- Sara Stewart : la princesse Alexandra
- Finty Williams : la princesse Helena
- Claire Nicolson : la princesse Louise
- Hattie Ladbury : la princesse Alice
- Oliver Kent : le prince Alfred
- Alex Menzies : le prince Arthur
- Simon McKerrell : le prince Leopold

Source: Doublage Québec

## Récompenses et distinctions
- Judi Dench a été nommée comme meilleure actrice aux 70e Oscars du cinéma et a reçu trois trophées pour ce film :
- BAFTA de la meilleure actrice
- BAFTA Scotland de la meilleure actrice
- Golden Globe de la meilleure actrice dans un film dramatique